# Heterogametie
Heterogametie (auch Digametie) bezeichnet die Geschlechtsbestimmung des Nachwuchses durch Bildung von zwei verschiedenen geschlechtsspezifischen Gameten mit unterschiedlichen Geschlechtschromosomen. Alternative dazu ist die Geschlechtsbestimmung durch Umweltfaktoren, häufig durch die Temperatur. Bei Arten, bei denen das Geschlecht der Individuen ausschließlich durch Umweltfaktoren bestimmt wird, sind also Männchen und Weibchen genetisch gleich, es gibt keine Geschlechtschromosomen.
Falls in den Gameten eines Geschlechts gleiche Geschlechtschromosomen vorliegen, spricht man von Homogametie.
Bei der Heterogametie sind zwei Fälle unterscheidbar: Entweder sind die Nachkommen mit zwei unterschiedlichen Geschlechtschromosomen, d. h. die heterogametischen Nachkommen, männlichen Geschlechts. In diesem Fall werden die Geschlechtschromosomen mit X und Y bezeichnet. Nachkommen mit der Kombination XY werden also zu Männchen, solche mit der Kombination XX (als homogametisch bezeichnet) zu Weibchen. Alternativ kann auch nur ein einzelnes Geschlechtschromosom entweder vorhanden sein oder fehlen (mit dem Zeichen Null, 0, bezeichnet); dann ergibt die Kombination X0 ein Männchen, XX ein Weibchen. Ein solches XY-System der Geschlechtsbestimmung ist typisch für alle Säugetiere, also auch den Menschen.
Alternativ dazu können die heterogametischen Nachkommen nicht zu Männchen, sondern zu Weibchen werden. In diesem Fall werden, zur leichteren Unterscheidung, die Geschlechtschromosomen mit Z und W bezeichnet. Die Kombination ZZ ergibt hier männlichen Nachwuchs, ZW ergibt weiblichen. Auch hier ist, als weitere Möglichkeit eine Variante mit nur einem Geschlechtschromosomen möglich, dann ergibt Z0 weiblichen Nachwuchs. Das ZW-System der Geschlechtsbestimmung ist typisch für alle Vögel und die meisten Reptilien. Ob sich das XY-System der Säugetiere aus einem ursprünglichen ZW-System entwickelte, d. h. die Geschlechtschromosomen letztlich zueinander homolog sind, oder ob beide unabhängig voneinander evolvierten, ist bis heute wissenschaftlich umstritten.
Bei den Knochenfischen und den Amphibien kommen, in verschiedenen Arten und Verwandtschaftsgruppen, XY- und ZW-Systeme der Geschlechtsbestimmung nebeneinander vor, teilweise auch innerhalb derselben Familie; dies deutet auf eine gewisse genetische Labilität und zahlreichen Umkehrungen (Reversionen) der Merkmalsausprägung während der Evolution hin. Bei der Buntbarsch-Gattung Tilapia und einigen anderen existieren sogar beide Systeme parallel zueinander, wobei je nach Art das eine oder das andere ausschlaggebend sein kann. Bei der Froschart Rana rugosa wurden sogar beide innerhalb derselben Art nachgewiesen, wobei je nach Population ein anderes geschlechtsdeterminierend wirkt.
In der Evolution sind die Geschlechtschromosomen letztlich aus Autosomen hervorgegangen, was zuerst der Genetiker Hermann Joseph Muller postulierte. Bei den Pflanzen, bei denen normalerweise keine Geschlechtschromosomen vorkommen, wurde jüngst in wenigen Fällen, so bei der Gattung Papaya, ein geschlechtsspezifischer Anhang an einem Chromosomen entdeckt, der hier männliche Nachkommen bewirkt (also dem XY-System entspricht). In nicht wenigen Fällen kann eine genetische Geschlechtsdetermination durch Umweltfaktoren modifiziert oder umgekehrt werden; dadurch können Nachkommen mit uneindeutigem Geschlecht (Hermaphroditismus oder Gynandromorphismus) resultieren.
Gemäß Haldanes Regel ist, wenn bei Hybriden ein Geschlecht unfruchtbar (steril) bleibt, dies in der überwiegenden Anzahl der Fälle das heterogametische Geschlecht. Der Grund dafür ist unklar, es werden nach wie vor verschiedene Theorien diskutiert.
Der Begriff ist nicht mit Heterogamie zu verwechseln.